# بازگنجشک بسرا
بازگنجشک بسرا (نام علمی: Accipiter virgatus)، یک پرنده شکاری در خانواده بازان است.
بازگنجشک بسرا یک زادآور ماندگار در جنگل‌های انبوه در سراسر جنوب آسیا است که از شبه‌قاره هند به سمت شرق در سراسر جنوب شرق آسیا و شرق آسیا را شامل می‌شود. روی درختان آشیانه می‌سازد و هر سال یک آشیانه جدید می‌سازد. ۲ تا ۵ تخم می‌گذارد.
این پرنده یک پرنده شکاری میان‌جثه (۲۹ تا ۳۶ سانتی‌متر) با بال‌های پهن کوتاه و دم بلند است که هر دو با مانور سریع در میان پوشش گیاهی متراکم سازگار است. پرواز معمولی این گونه مشخصه «فلپ – فلپ – سر خوردن» است.
این گونه مانند نوع تیره‌تری از پیغوی کوچک است که روتنه آن تیره‌تر است، زیر بال‌های با نوارهای قوی، نوار گلویی پهن‌تر و پاها و انگشتان بلند نازک‌تر است. بازگنجشک نر بالغ دارای روتنه آبی مایل به خاکستری تیره است و زیر آن سفید و قهوه‌ای مایل به قرمز نواری است. ماده بزرگتر در روتنه قهوه‌ای‌تر از نر است. نوجوان در روتنه قهوه‌ای تیره و سفید است و در زیرتنه قهوه‌ای است. در تمام پرها ۳–۴ نوار تیره به اندازه مساوی در روی دم وجود دارد.
در زمستان، بازگنجشک بسرا در جنگل‌های بازتر از جمله ساوانا و کشت‌ها ظاهر می‌شود. روش شکار آن شبیه به سایر بازهای کوچک مانند بازگنجشک اوراسیایی و باز ساق‌تیز است، با تکیه بر غافلگیری در حالی که از یک نشیمنگاه پنهان پرواز می‌کند یا بر روی بوته‌ای لنگر می‌زند تا طعمه خود را بی‌خبر بگیرد.
طعمه آن مارمولک، آسیابک و پرندگان کوچک و پستانداران است.

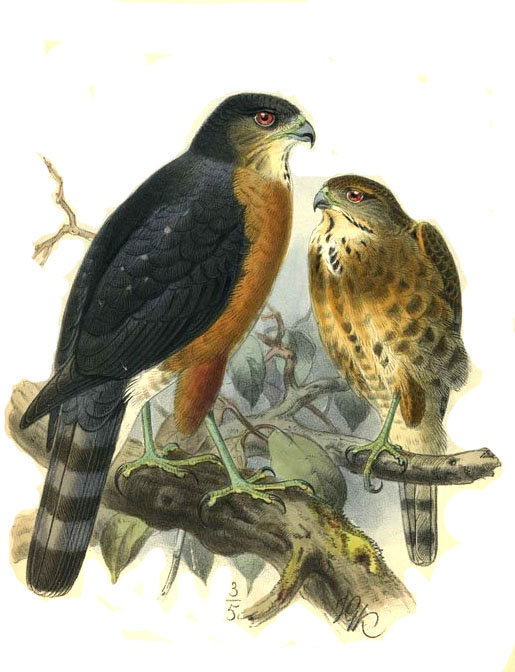
نگاره‌ای از بازگنجشک بسرا توسط Keulemans

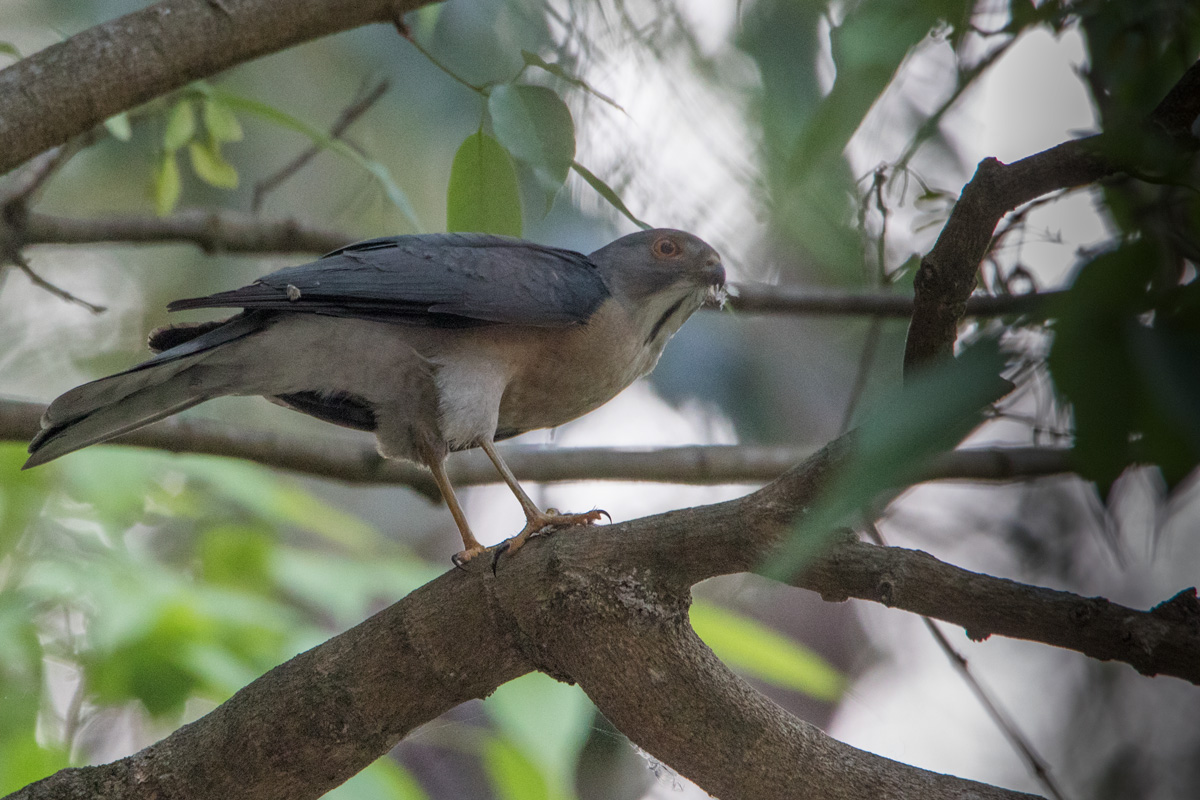
در ساتتال، هند

بازگنجشک بسرا شامل زیرگونه‌های شناخته شده زیر است:
- A. v. affinis - Hodgson، ۱۸۳۶
- A. v. fuscipectus - Mees، ۱۹۷۰
- A. v. Besra - Jerdon، ۱۸۳۹
- A. v. vanbemmeli - Voous، ۱۹۵۰
- A. v. rufotibialis - Sharpe، ۱۸۸۷
- A. v. virgatus (Temminck، ۱۸۲۲)
- A. v. quinquefasciatus - Mees، ۱۹۸۴
- A. v. abdulalii - Mees، ۱۹۸۱
- A. v. confusus - Hartert، ۱۹۱۰
- A. v. quagga - Parkes، ۱۹۷۳